# Jan Johnston
Jan Johnston (* 21. Februar 1968 in Salford, England) ist eine britische Sängerin.

## Biographie
Jan Johnston begann ihre musikalische Karriere in den frühen 1990er-Jahren mit Tony Kirkham als Pop-Duo JJ. Das Duo hatte einen Plattenvertrag mit Columbia Records und veröffentlichte 1991 ein Album namens "Intro...". Nachdem das Bandprojekt nicht den gewünschten Erfolg gebracht hatte, wechselte sie den Musikstil und veröffentlichte neu Singles im Bereich der Trance- und elektronischen Tanzmusik. Als Gastsängerin arbeitete sie unter anderem mit Paul Oakenfold, BT, Cosmic Gate, Paul van Dyk und Tiësto.
Einige ihrer Singles wurden von verschiedenen DJs geremixt. Einer der erfolgreichsten davon war der Remix ihrer Single Calling Your Name von The Thrillseekers.

## Diskografie

### Alben
- JJ – Intro... (1991)
- Naked But for Lillies (1994)
- Emerging (2000)

### Singles
- JJ – Crying Over You (1991)
- JJ – If This Is Love (1991)
- Paris (1994)
- Alive (1994)
- Asking Too Much (1998; feat. Jamie Myerson)
- Flesh (2001)
- Silent Words (2001)
- Am I on Pause? (2002)
- Calling Your Name (2003)
- Sleeping Satellite (2009)
- Obsession (2009)
- Sleeping Satellite (2009)

### Kooperationen (Auswahl)
- Sub Merge feat. Jan Johnston – Take Me by the Hand (1997)
- BT – Remember (1997)
- BT – Lullaby for Gaia (1997)
- Freefall feat. Jan Johnston – Skydive (1998)
- BT – Mercury & Solace (1999)
- BT – Dreaming (1999)
- BT – Sunblind (1999)
- Tomski feat. Jan Johnston – Love Will Come (2000)
- Tiësto – Close to You (2001)
- Cosmic Gate – Raging (Storm) (2002)
- Cor Fijneman – Venus (2003)
- Paul van Dyk – Nothing But You, Kaleidoscope, Homage, Like a Friend, Spellbound (2003; alle vom Album Reflections)
- Svenson & Gielen – Beachbreeze (2003)
- BT – Communicate (2003)
- Cosmic Gate – I Feel Wonderful (2005)
- Paul Oakenfold – Delirium (2005)
- Cosmic Gate – This Is the Party (2006)
- DJ Shah – Beautiful (2007)
- Nektarios meets F-used (Jan Johnston und Kirsty Hawkshaw) – Invisible Walls (2008)
- San – Perfect Dream (2010)
- F-used – Inertia (2011)